# Ad van Iterson
Andreas Theodorus Marie (Ad) van Iterson (Maastricht, 29 januari 1952) is een Nederlands schrijver en socioloog.
Hij publiceerde vijf romans, vier verhalenbundels en een memoir. Daarnaast schrijft hij essays, toneel en poëzie. Hij heeft een wekelijkse column in Dagblad De Limburger. De stad Maastricht, waar hij woont en werkt, is het decor van veel van zijn fictie en journalistiek werk.
Van Iterson was redacteur van Propria Cures en recensent van Vrij Nederland. Hij was als socioloog werkzaam aan de Universiteit Maastricht. Hij promoveerde op het disciplineringsproject van de eerste aardewerkfabrikanten. Van Iterson publiceert vooral op het gebied van roddel, humor, impressiemanagement, carnavalisering en creativiteit.

### Boeken
- 1986 - Het geheim van de dichter (verhalen)
- 1990 - Een verborgen man (roman)
- 1992 - Vader, raadgever en beschermer. Petrus Regout en zijn arbeiders 1834-1870 (proefschrift)
- 1992 - Een hoofd vol fruit (verhalen)
- 1992 - Het Vrijthof is een schouwtoneel (geschiedenis van het Theater aan het Vrijthof)
- 1995 - Observant Bassin Statie Calvarie (verhaal)
- 1996 - Francesca´s moeder (roman)
- 1998 - Zuiderlingen (verhalen)[1]
- 2002 - Ik geloof tot hij kijkt (theatermonoloog)
- 2002 - The Civilised Organization (ed. met W. Mastenbroek, T. Newton en D. Smith)
- 2006 - De Citoyenne (historische roman)
- 2010 - Neem me mee (roman)
- 2012 - Drie dagen en drie nachten: Carnaval in Maastricht (verhalen)
- 2017 - Sintels | Embers | Krejje (poëzie in het Nederlands, Engels en Maastrichts)
- 2019 - Aanhalingen (academische roman)
- 2020 - De moeder van de Kommel. Uitgeverij Panchaud, Amsterdam (bewerking van de autobiografie van de zeventiende-eeuwse kloosterstichteres Elisabeth Strouven; geïllustreerd door Christiane Steffens)
- 2022 - Frans Grummer: een fotograaf in de stad, in: Frans Grummer: Portetten van hier 1955-1965 (red. André Terlingen) (essay)
- 2023 - De mensenwetenschapper en de Eliaten, Accolade 2023 (essay over Norbert Elias en Johan Goudsblom)
- 2025 - J.J. Viottastraat 13. Norbert Elias en zijn Amsterdamse kring. Uitgeverij Panchaud, Amsterdam (memoir)

- Digitale Bibliotheek voor de Nederlandse Letteren: iter001
- Gemeinsame Normdatei: 128883413
- International Standard Name Identifier: 0000 0000 3205 3191
- Library of Congress Control Number: n93021599
- NARCIS: PRS1238940
- Nationale Bibliotheek van Israël: 987007327294505171
- Nederlandse Thesaurus van Auteursnamen: 074867598
- Virtual International Authority File: 73062820
- WorldCat: E39PBJdWKjvQ3db9cpkJ6wwXBP